# Vadnai Benjamin
Vadnai Benjamin (Veszprém, 1995. december 30. –) magyar vitorlásversenyző.

## Sportpályafutása
2004 óta vitorlázik. 2008-ban az optimist hajóosztály ifjúsági Európa-bajnokságán 17. helyen végzett. 2009-ben az optimist osztály Európa-bajnoki második helyezettje lett. 2010-ben a laser 4.7 Európa-bajnokságon az abszolút versenyben második, a 16 éven aluliak között első lett. 2012-ben laser 4.7 ifjúsági világbajnokságot nyert.
2014-ben a laser radial osztályban nyert ifjúsági világbajnokságot. 2014-es laser világbajnokságon 93. volt. 2015-ben a laser standard U21-es világbajnokságon bronzérmet, az Európa-bajnokságon ezüstérmet szerzett. A 2016-os világbajnokságon 58., az Európa-bajnokságon 47. lett. A Magyar Vitorlás Szövetség által kijelölt válogató versenyeken Vadnai Benjamin teljesített a legjobban, így a magyar versenyzők közül ő indulhat a 2016-os olimpián.
Az olimpián 33. lett. A 2017-es világbajnokságon 17. helyen végzett. 2018-ban 26. volt az Európa-bajnokságon. 2019 májusában 20. helyezést ért el az Európa-bajnokságon. A Japánban rendezett júliusi világbajnokságon olimpiai kvótát szerzett. A 2020 februárjában rendezett melbourne-i világbajnokságon a 23. helyen végzett. Ezzel a magyar olimpiai válogatón előnybe került a 36. helyezett Vadnai Jonatánnal szemben. A 2020-as Európa-bajnokságon 37. volt. 2021 áprilisában a hazai válogatón kivívta az olimpiai szereplést. A tokiói olimpián 18. lett. A 2022-es Európa-bajnokságon 20. lett.
2024 szeptemberében bejelentette, hogy befejezi a sportolói pályafutását.

## Családja
Édesapja Vadnai Péter vitorlázó, testvére Vadnai Jonatán szintén vitorlázó.

## Díjai, elismerései
- Az év magyar vitorlázója (2009, 2011, 2012)
- Junior Prima díj (2011)